# 沙达德赫市战斗
沙达德赫市战斗是叙利亚内战期间发生在靠近叙利亚与伊拉克边境沙达德赫市的的一场持续三天的战斗，交战双方是敘利亞政府军和恐怖組織胜利阵线。有超过2000名胜利阵线成员加入到了这场战斗。

## 战斗进程
2月12日，作为反对派大举进攻沙达德赫市的一部分，两名来自胜利阵线的自杀袭击者在城内引爆了汽车炸弹。这起自杀式袭击针对的是沙达德赫市军队和安全部门，导致大约14名士兵丧生。当天晚些时候，在与政府军的战斗中一名胜利阵线武装分子被击毙。
2月13日，据报道在沙达德赫市双方发生激烈冲突。在过去的48小时内，胜利阵线成功夺取了沙达德赫市的大部分地区，至少有60%。在一次反对派的袭击中，数十名石油工人在胜利阵线对城内居民区及一座石油精炼厂的袭击中被杀。至此为止，冲突已经导致16名胜利阵线成员和多名政府军士兵丧生。据报道政府军的援兵和坦克通过哈塞克市抵达了战区。没有任何迹象和报道显示有任何叙利亚自由军或其他派别的反对派武装在城内出现。
2月14日，伊斯兰主义武装分子声称在与政府军交战3天后已经夺取了沙达德赫市。据说在城市外围的政府军检查站还有暴力冲突发生。叙利亚人权观察组织声称最终死亡人数为40名胜利阵线成员，其中5人为伊拉克籍或科威特籍。不少于100名政府军和安全部门成员在战斗中丧生。
2月15日晚间，在政府军攻击一处沙达德赫市胜利阵线据点的行动中政府军击毙了一名胜利阵线指挥官。在进攻中政府军有7人丧生。